# Беген, Анри
Анри́ Беге́н  (фр. Henri Béghin;  16 сентября 1876, Лилль — 22 февраля 1969, Париж) — французский инженер-механик, специалист в области теории управления; член Французской Академии наук (1946). 
Анри Беген, выпускник Высшей нормальной школы, был профессором механики в Университете Лилль I, Северном Индустриальном Университете (Центральной школе Лилля), затем в Парижской Политехнической Школе.

## Биография
Отец учёного, выпускник Парижской Политехнической школы, был демобилизован из армии и направлен на создание общества железных дорог Севера.
Анри Беген поступил в Высшую нормальную школу в 1894 году вместе с Полем Монтелем, Анри Лебегом, Полем Ланжевеном, Шарлем Пеги. Он возглавил кафедру рациональной и прикладной механики в 1924 году после Альбера Шателе.На следующий год он возглавил кафедру дифференциального и интегрального исчисления после Жана Шази.
Он читал подготовительный курс для студентов Морской школы (l'École navale, 1899—1908), затем преподавал механику в этой школе (1908—1921).
В 1929 году он получил звание профессора в Париже, и вскоре стал работать в Парижской Политехнической Школе. Вместе с Гастоном Жюлиа он написал книжку упражнений по механике в 1930—1931 годах.
В 1941 году, когда Беген во время оккупации не мог выполнять исследования по системам наведения, он занялся вопросами работы двигателей внутреннего сгорания на бедных видах топлива, на газе и на растительном масле.
В 1946 году Анри Беген был избран членом Французской Академии наук.
Овдовев, он повторно женился на одной из своих учениц в Лилле.

## Научная деятельность
Выдающийся теоретик, Анри Беген активно способствовал инженерам в реализации их изобретений. В Лилле им был предложен высокоточный гирокомпас, способный удерживать фиксированное направление в пространстве, что необходимо для автоматического пилотирования в авиационной и морской навигации. Им была осуществлена доводка гиростатического секстанта и иных приборов, необходимых для прицельного бомбометания.
Важным вкладом А. Бегена в механику стало введённое им в 1922 году понятие сервосвязей (независимо — и несколько раньше — к аналогичному понятию «волевых связей» пришёл Я. И. Грдина). С течением времени оно нашло многообразные применения в теории автоматического управления, робототехнике, вычислительной механике.

## Публикации
- Henri Béghin.  Statique et Dynamique. — Paris: Armand Colin, 1921 (notice BNF no FRBNF31786195m) (notice BNF no FRBNF355481646).
- Henri Béghin.  Étude théorique des compas gyrostatiques Anschütz et Sperry. — Paris, 1922 (notice BNF no FRBNF31786190w).
  - Русский перевод:  Беген А.  Теория гироскопических компасов Аншютца и Сперри и общая теория систем с сервосвязями. — М.: Наука, 1967. — 172 с.
- Henri Béghin.  Études des machines locomotives à l’aide du théorème des travaux virtuels. — Lille: coll. «Institut industriel du Nord / Bulletin des Élèves ingénieurs», 1924.
- Henri Béghin.  Sur les transmissions par adhérence. — Lille: coll. «Institut industriel du Nord / Bulletin des Élèves ingénieurs», 1924.
- Henri Béghin, Gaston Julia.  Exercices de mécanique. — Paris: Gauthier-Villars, 1930 (notice BNF no FRBNF322936189)
- Henri Béghin.  Cours de mécanique théorique et appliquée: à l'usage des ingénieurs et des étudiants de facultés, professé à 'École polytechnique. — Paris: Gauthier-Villars, 1952 (notice BNF no FRBNF31786188b)